# منطقه منتووگوو
منطقه منتووگوو (به چینی: 门头沟区، به پین‌یین: Méntóugōu Qū) یک منطقهٔ شهرداری تابع شهر پکن، پایتخت  جمهوری خلق چین است.

## خصوصیات
منطقه منتووگوو ۱٬۳۲۱ کیلومترمربع مساحت و ۲۶۶٬۵۹۱ نفر جمعیت دارد.